# District de Bergues
Le district de Bergues est une ancienne division territoriale française du département du Nord de 1790 à 1795. Créé par le décret du 22 décembre 1789 - 8 janvier 1790 (décret de la division de la France en départements : création des départements, districts, cantons, communes), il constituait une des huit subdivisions (districts d'Avesnes, Bergues, Cambrai, Douai, Hazebrouck, Le Quesnoy, Lille et Valenciennes)  du Département du Nord dont le chef-lieu se trouvait à Douai (en 1804 le chef-lieu du Département fut transféré à Lille).

## Composition
Il regroupait les cantons de Bergues, Bourbourg, Dunkerque, Eskelbec, Gravelines, Hondschoote et Watten. 
Il comprenait 59 communes.
Le canton de Bergues se composait de Armbouts-Cappel, Bergues (appelé aussi Bergues-Saint-Winoc, puis Bergues-sur-Colme), Bierne, Bissezeele, Coudekerque, Crochte, Hoymille, Pitgam, Quaedypre, Socx, Steene, Uxem, West-Cappel, Wylder.
Le canton de Bourbourg comprenait Bourbourg, Bourbourg-Campagne, Brouckerque, Cappellebrouck, Drincham, Looberghe, Saint-Pierrebrouck (appelé aussi Marais-Libre, Brouck-Libre), Spycker.
Le canton de Dunkerque regroupait Armbouts-Cappel, Cappelle, Coudekerque-Branche, Dunkerque (appelé aussi Dune-Libre), Grande-Synthe, Leffrinckoucke, Mardyck, Petite-Synthe, Teteghem, Zuydcoote.
Dans le canton d'Esquelbecq sont retrouvées Bollezeele, Eringhem, Esquelbecq, Herzeele, Ledringhem, Wormhoudt, Zeggers-Cappel.
Le canton de Gravelines rassemblait Craywick, Gravelines (appelé aussi Port d'Aa), Loon (Loon Plage), Saint-Georges (Saint Georges sur l'Aa appelé aussi Georges-libre).
Le canton d'Hondschoote se composait de Bambecque, Ghyvelde, Hondschoote, Killem, Les Moëres, Oost-Cappel, Rexpoede, Warhem.
Le canton de Watten incluait Broxeele, Holque, Lederzeele, Merckeghem, Millam, Saint-Momelin, Volkerinckhove, Watten, Wulverdinghe. 
Sont absentes les communes créées après la Révolution : Bray-Dunes, Fort-Mardyck, Grand-Fort-Philippe, Malo-les-bains, Rosendael, Saint-Pol-sur-Mer.

## Administration
Le district était géré par un Conseil de district de douze membres élus par les électeurs. Il délibérait sur les affaires de la circonscription. Le pouvoir exécutif appartenait à un Directoire de district compose de 4 membres du Conseil élus par celui ci. Un Procureur syndic assistait le Directoire (il était chargé notamment de défendre les intérêts du District en justice).
La loi du 14 frimaire An II (4 décembre 1793) instituant le gouvernement révolutionnaire remplaça les procureurs syndics par des agents nationaux.

## Evolution
La Terreur dans le Nord-Pas-de-Calais épargna globalement le district de Bergues, le représentant du peuple Florent-Guiot le protégea en quelque sorte de l'acharnement de Joseph Le Bon.
La Constitution du 5 fructidor An III (22 août 1795) instituant le Directoire modifia l'organisation territoriale. Les districts sont supprimés et remplacés par :
- dans les communes inférieures à 5 000 habitants, il n'y a plus qu'un agent municipal et un adjoint. Les agents municipaux des communes d'un canton formèrent un conseil, se réunissant au chef-lieu de canton :  l'Administration municipale du canton, appelée aussi municipalité cantonale.
- les villes de plus de 5 000 habitants ont gardé une administration municipale de la commune plus ou moins importante selon la taille de la ville : cas de Bergues et de Dunkerque.
- Bergues et Dunkerque eurent donc une double municipalité : une pour la commune et une pour le canton.

Les cantons ne furent pas modifiés sauf le remplacement d'Esquelbecq par Wormhoudt comme chef-lieu de canton : une municipalité cantonale administre donc chaque canton Bergues, Bourbourg, Dunkerque, Gravelines, Hondschoote , Watten, Wormhoudt. 
Enfin la loi du 28 pluviôse an VIII (17 février 1800) créa les arrondissements dont celui de Bergues puis en 1803 (décret du futur Napoléon encore Bonaparte du 3 thermidor An XI-22 juillet 1803) la sous préfecture fut transférée de Bergues à Dunkerque. Et quelques mois plus tard, le tribunal de première instance fut lui aussi définitivement installé à Dunkerque (décision du Corps législatif du 24 pluviôse an XII-24 février 1804).

## État d'esprit du clergé
Le Nord, dont la Flandre maritime, était une région profondément attachée à la religion catholique. Les mesures anti-cléricales de la Révolution française y ont donc rencontré une résistance plus ou moins larvée.
Dans le district de Bergues, 28% du clergé, « 28% de jureurs », a prêté le serment de fidélité à la constitution civile du clergé mise en place en 1790, soit un peu plus de un sur quatre seulement, mais le district de Bergues est un de ceux qui présentent le plus fort taux de « jureurs » de la région : 15% dans le district de Lille, 5% dans le district de Douai, 5% dans le district d'Hazebrouck, 5% dans le district de Valenciennes, 5% dans le district d'Arras.
Le district de Bergues constate que dans les années 1791-1792, règne une certaine agitation qu'il attribue aux prêtres réfractaires qui sillonnent la campagne et répandent des discours contraires aux décisions de la Révolution : c'est le cas dans plusieurs communes du district ou voisines de celui-ci, Ochetezeele, Ledringhem, Bergues, Cassel, Watten, Brouckerque Lederzeele.

## Les crises de subsistance dans le district
Georges Lefebvre, un des grands historiens de la Révolution, a montré les difficultés liées au prix des grains dans le district de Bergues dans différentes études. 

### La situation de 1789 à 1796

#### Les tensions de 1789 au début 1792
Dans l'article de 1907, on peut lire qu'en temps normal le district de Bergues était autosuffisant en matière de subsistance (en grains essentiellement) voire qu'il exportait vers les autres régions ou vers l'extérieur. Toutefois les récoltes de 1788 furent médiocres ce qui provoqua une relative pénurie et une certaine agitation sur les marchés principaux : à Hondschoote en mars 1789, à Bergues et Bourbourg en juin 1789 (le marché de Bergues devait  « partager » avec les Dunkerquois qui venaient s'y approvisionner, leur marché n'étant que secondaire, de même Gravelines se ravitaillait sur le marché de Bourbourg).
De juillet à septembre 1789, la situation se tend à Dunkerque où la municipalité doit intervenir pour organiser le commerce du blé, fixer le prix, obliger les paysans à vendre. Dans la continuité de ces difficultés une émeute importante a lieu à Bergues les 21 et 22 septembre.
Après une accalmie en fin 1789 et 1790, quelques tensions apparaissent pendant l'hiver 1790-1791 : quelques pillages et arrestations à Dunkerque en novembre 1790, et le long des canaux par où passaient les grains : à Watten et Holque, les 23 et 24 novembre 1790, à  Warhem le 13 janvier 1791.
Les troubles de l'hiver 1791-1792 furent plus importants : il fallut escorter les bateaux face aux agitations à Dunkerque le 1er octobre 1791, à Watten les 12-14 janvier 1792. La population ne supportait pas que du grain continuait de quitter la région par mer, malgré les interventions, mais en vain, du district et du département auprès du gouvernement pour y mettre fin.  Les 6 et 7 février 1792 éclatèrent des échauffourées le long des canaux suivies le 7 février d'une émeute à Bergues et d'une véritable insurrection à Dunkerque les 14 et 15 février 1792.
Finalement, dans ces premières années, encore gérables  par rapport à celles qui suivirent, la peur de la disette joue autant sinon plus que la disette elle-même.

#### L'aggravation en 1792-1793
En 1792, la France entre en guerre et tout se complique, la guerre va tout désorganiser : des troupes stationnent dans le département, il faut les nourrir, il faut également approvisionner les places fortes (dont Bergues et Dunkerque). Le blé se raréfie à la suite de cette hausse de la demande et les prix augmentent du simple fait de cette dernière sans compter que la perte de confiance dans le moyen de paiement, les assignats, joue également dans cette hausse des prix (on vend plus cher pour assurer son revenu face à cette monnaie dont la valeur baisse). Les grains finissent par manquer et cela provoque des émeutes : Bourbourg le 17 août 1792, Watten le 21 juin 1793.
Face à ces difficultés le gouvernement fit voter la loi du maximum le 4 mai 1793: les cultivateurs devaient déclarer la quantité de grains qu'ils possédaient, les prix ne pouvaient dépasser un maximum fixé par les autorités. Le blé déjà rare disparut : le 16 août 1793 au marché de Dunkerque il n'y eut qu'un seul sac de blé proposé.
La loi du maximum joua un rôle dans cette disparition, mais surtout les réquisitions militaires ponctionnaient lourdement les quantités disponibles, réquisitions en grains mais aussi en chevaux, en chariots diminuant les moyens disponibles. La levée en masse décidée en février 1793 (les célibataires ou veufs de 18 à 25 ans), aggravée en août 1793 (tous les hommes de 18 à 25 ans) enleva les bras.
Le point d'orgue fut atteint avec l'invasion étrangère courant 1793, Dunkerque est assiégée, l'ennemi occupe la région d'Hondschoote ce qui donnera lieu à la bataille de Hondschoote : l'invasion perturbe la récolte, et les troupes étrangères elles aussi se ravitaillent sur place, par la force souvent.

#### La famine des An III et IV
Jusqu'à la fin de l'année 1793, le district de Bergues s'en sortit mieux que le sud du département : il restait des réserves. 
Mais la situation s'aggravait : pour compenser le manque de grains, de fèves, les réquisitions furent ordonnées, des garnisaires envoyés (membres de l'administration envoyés chez les personnes soupçonnées de ne pas fournir leurs disponibilités pour les surveiller), la boulangerie fut municipalisée : lois du 18 vendémiaire (9 octobre 1793)  et du 25 brumaire An II (15 novembre 1793). Le District de Bergues arrêta des mesures de rigueur le 14 nivôse an II (3 janvier 1794) : menace d'arrestation des municipalités n'ayant pas fourni régulièrement aux marchés. Dans un premier temps la menace suffit : en juillet 1794, le District put constater que Dunkerque, principale ville du district, avait été alimentée presque normalement.
La deuxième moitié de 1794 fut nettement plus difficile : en juin juillet (prairial et messidor) les marchés étaient déserts, les magasins vides. À la fin de l'été la garde Nationale de Dunkerque est envoyée dans les communes, la situation s'améliore de nouveau, on espère beaucoup en la prochaine récolte. En vain, on manque de bras et les paysans ne sont pas pressés d'en trouver. Le District réquisitionne, envoie des commissaires, décide d'arrêter les maires et agents des municipalités qui ne jouent pas le jeu, sans grand effet (fructidor an II - vendémiaire an III août septembre 1994). Le District donne alors l'ordre d'arrêter les cultivateurs eux-mêmes (brumaire an III- octobre 1794). En décembre la Garde Nationale se rend de village en village y restant, et donc étant à la charge du village, jusqu'à ce que livraison soit faite.
Les améliorations ne sont que temporaires, à peine la Garde Nationale est elle partie que les villages ne livrent plus. La suppression de la loi du maximum en frimaire an III (décembre 1794) elle-même ne change pas la situation. En floréal an III (mai 1795) à Gravelines on mange du pain d'orge depuis plus d'un mois. La situation en ville demeure très difficile, en campagne on trouve plus facilement des expédients. Mais on est incapable de répondre totalement aux réquisitions militaires.
Le District doit se résoudre à avancer des fonds aux villes pour qu'elles puissent acheter des grains à l'étranger. On fait même appel aux magasins militaires, on distribue du riz aux indigents (thermidor an IV- août 1795).
La crise va durer encore un an : en ventôse an IV- mars 1796, la pénurie est complète à Dunkerque. Les mesures coercitives sont reprises mais sans régler le problème.
La situation ne va s'améliorer que l'An V (fin 1796-1797) : l'armée avait quitté le département, la Belgique était de nouveau ouverte pour les acheteurs, le travail agricole pouvait reprendre.
Le paradoxe de la situation fut que le District de Bergues dut prendre des mesures de coercition dignes de la Terreur, au moment où celle ci prenait fin (9 thermidor an II - 27 juillet 1794 chute de Robespierre).

### Les réquisitions de l'An VII
Au printemps 1799, la situation de la France se détériore : les armées reculent, la chouannerie se ranime. Le Directoire lança à son tour le 17 prairial an VII (5 juin 1799) des mesures de réquisition de grains et de fourrages même si le terme de réquisition ne fut pas employé : on parlait de contribution patriotique ou de payer les impôts en nature.
La situation ne dégénéra pas au niveau des années 1794-1796 mais les prix s'envolèrent de nouveau puisqu'il fallait approvisionner les troupes de retour sur le territoire français : à Bergues le quintal de blé passa de moins de 10 francs à presque 16 francs le 1er prairial an VII (20 mai 1799). 
L'administration municipale du canton de Bergues (composition donnée par Georges Lefebvre) se distingua en acceptant de diffuser l'appel aux contributions mais en refusant de décerner des réquisitions et en s'adressant directement au Conseil des Cinq Cents le 21 thermidor an VII (8 août 1799) pour lui faire connaître son opposition au principe, d'autant plus que l'arrêté du Directoire n'avait pas été autorisé par une loi comme prévu par la Constitution. Selon Georges Lefebvre, l'administration municipale du canton de Bergues, composée d'agriculteurs, cherchait également à profiter de la hausse des prix en disant que le gouvernement pouvait acheter les grains aux prix du marché. L'auteur donne en complément de son article les délibérations et motions adoptées par l'organisme du canton de Bergues.
Les autres cantons protestèrent ou essayèrent de différer l'exécution (administration municipale du canton de Watten). 
Le résultat des réquisitions demeura faible : peu de personnes s'exécutèrent et on n'avait pas osé employer de moyens coercitifs forts risquant de rappeler de mauvais souvenirs.
Le coup d'état du 18 brumaire an VIII mit fin aux réquisitions : le nouveau pouvoir était trop heureux de marquer sa différence par rapport au gouvernement renversé en supprimant cette mesure impopulaire. Toutefois les prix du blé ne devaient plus baisser avant 1803 ce qui provoqua une crise de la vie chère pendant plusieurs années.